# Black Clouds & Silver Linings
Black Clouds & Silver Linings è il decimo album in studio del gruppo musicale statunitense Dream Theater, pubblicato il 23 giugno 2009 dalla Roadrunner Records.
Si tratta dell'ultimo album in cui è presente il batterista Mike Portnoy, prima del suo abbandono avvenuto l'8 settembre 2010 e sino al suo ritorno nella formazione nel 2024.

## Antefatti
I Dream Theater iniziarono le registrazioni dell'album a partire dall'ottobre 2008. Mike Portnoy descrisse Black Clouds & Silver Linings come «un album dei Dream Theater con A Change of Seasons, Octavarium, Learning to Live, Pull Me Under e The Glass Prison tutte in un unico album.» Più tardi, Jordan Rudess spiegò nel corso di una manifestazione presso il NAMM Show per il software Spectrasonics (utilizzato massicciamente nell'album) che il gruppo «sta entrando un po' nel dominio gotico [per realizzare] questo album.»

## Tematiche
I testi dell'album sono stati composti da John Petrucci e da Mike Portnoy e affrontano esperienze personali di momenti inquietanti o difficili della loro vita, ad esclusione di A Rite of Passage, la quale parla della Massoneria e delle società segrete. La traccia d'apertura A Nightmare to Remember si basa sull'esperienza di Petrucci avuta in infanzia di un incidente d'auto, The Count of Tuscany è relativa a un reale incontro avuto dal chitarrista in Toscana, mentre Wither narra del processo di scrittura secondo il suo punto di vista.
The Best of Times è stata scritta da Portnoy come dedica a suo padre, scomparso nello stesso anno di pubblicazione dell'album. La sua intenzione era infatti di voler scrivere «qualcosa che fosse un tributo alla nostra vita passata insieme». Altro brano composto da Portnoy è The Shattered Fortress, parte conclusiva della Twelve-step Suite ideata dal batterista che conclude il tema dei dodici passi per uscire dall'alcolismo, inaugurato nel 2002 con il brano The Glass Prison, dall'album Six Degrees of Inner Turbulence, e proseguito nei successivi tre album sino a Black Clouds & Silver Linings.

## Singoli
Il primo singolo estratto dall'album è stato A Rite of Passage, pubblicato per il download digitale l'8 maggio 2009. Successivamente, per anticipare il disco, i Dream Theater hanno pubblicato a cadenza settimanale sull'iTunes Store cinque reinterpretazioni da loro realizzate e incluse nell'edizione deluxe: Stargazer dei Rainbow, un medley di tre brani originariamente composti dai Queen (Tenement Funster, Flick of the Wrist e Lily of the Valley), Odyssey dei Dixie Dregs, Take Your Fingers from My Hair dei Zebra e Larks Tongues in Aspic Pt. 2 dei King Crimson. Queste reinterpretazioni, insieme al rifacimento di To Tame a Land degli Iron Maiden, vennero incluse nel secondo disco dell'edizione speciale dell'album.
Il brano Wither ha ricevuto un videoclip ma al contrario di A Rite of Passage non è stato pubblicato come singolo, bensì è uscito un EP omonimo contenente la versione dell'album, una versione al pianoforte e un'altra versione cantata da John Petrucci, oltre a una prima versione di The Best of Times interamente cantata da Portnoy. L'EP è stato pubblicato il 14 settembre dello stesso anno.

## Accoglienza
| Recensione      | Giudizio |
| --------------- | -------- |
| 411mania.com    |          |
| AllMusic        |          |
| Consequence     |          |
| Last Rites      |          |
| Metal Hammer    | Positivo |
| Metal Storm     |          |
| Piero Scaruffi  |          |
| PopMatters      |          |
| Sputnikmusic    |          |
| The Metal Forge |          |

Le risposte critiche iniziali a Black Clouds & Silver Linings sono state generalmente positive. Metacritic ha assegnato un punteggio medio di 68, basato su sei giudizi. Rich Wilson, autore della biografia ufficiale del gruppo Lifting Shadows, presentò in anteprima l'album per Metal Hammer e lo definì come «l'album più fine e delicato dei Dream Theater in un decennio». Eduardo Rivadavia di AllMusic assegnò all'album quattro stelle su cinque, scrivendo che «Black Clouds & Silver Linings rimane il solito album dei Dream Theater; uno che poco probabilmente amplierà il loro pubblico, ma che è garantito a emozionare i loro fan con la sua rinnovata devozione per gli aspetti più urgenti e stimolanti del dominio musicale del gruppo». Allo stesso modo, David Buchanan di Consequence, il quale ha assegnato quattro stelle e mezzo su cinque, ha affermato che «l'album non porterà necessariamente nuovi fan ma non deluderà quelli che lo sono già. Non ci sono miglioramenti, ma neanche delusioni».

## Tracce
1. A Nightmare to Remember – 16:10 (testo: John Petrucci – musica: John Petrucci, Mike Portnoy, Jordan Rudess, John Myung)
2. A Rite of Passage – 8:35 (testo: John Petrucci – musica: John Petrucci, Mike Portnoy, Jordan Rudess, John Myung)
3. Wither – 5:25 (John Petrucci)
4. The Shattered Fortress – 12:49 (testo: Mike Portnoy – musica: John Petrucci, Mike Portnoy, Jordan Rudess, John Myung)
5. The Best of Times – 13:07 (testo: Mike Portnoy – musica: John Petrucci, Mike Portnoy, Jordan Rudess, John Myung)
6. The Count of Tuscany – 19:16 (testo: John Petrucci – musica: John Petrucci, Mike Portnoy, Jordan Rudess, John Myung)

Contenuto bonus nell'edizione deluxe
- CD 2 – Uncovered 2008/2009

1. Stargazer – 8:10 (Ronnie James Dio, Ritchie Blackmore) – originariamente interpretata dai Rainbow
2. Tenement Funster/Flick of the Wrist/Lily of the Valley – 8:17 (Roger Taylor, Freddie Mercury) – originariamente interpretata dai Queen
3. Odyssey – 7:59 (Steve Morse) – originariamente interpretata dai Dixie Dregs
4. Take Your Fingers from My Hair – 8:18 (Randy Jackson) – originariamente interpretata dai Zebra
5. Larks Tongues in Aspic Pt. 2 – 6:30 (Robert Fripp) – originariamente interpretata dai King Crimson
6. To Tame a Land – 7:15 (Steve Harris) – originariamente interpretata dagli Iron Maiden

- CD 3 – Black Clouds & Silver Linings (Instrumental Mixes)

1. A Nightmare to Remember – 15:37 (musica: John Petrucci, Mike Portnoy, Jordan Rudess, John Myung)
2. A Rite of Passage – 8:35 (musica: John Petrucci, Mike Portnoy, Jordan Rudess, John Myung)
3. Wither – 5:27 (musica: John Petrucci)
4. The Shattered Fortress – 12:45 (musica: John Petrucci, Mike Portnoy, Jordan Rudess, John Myung)
5. The Best of Times – 12:49 (musica: John Petrucci, Mike Portnoy, Jordan Rudess, John Myung)
6. The Count of Tuscany – 18:47 (musica: John Petrucci, Mike Portnoy, Jordan Rudess, John Myung)

## Formazione
Gruppo
- James LaBrie – voce
- John Petrucci – chitarra, voce
- John Myung – basso
- Jordan Rudess – tastiera, continuum
- Mike Portnoy – batteria, percussioni, voce

Altri musicisti
- Jerry Goodman – violino in The Best of Times, Odyssey e in Larks Tongues in Aspic Pt. 2

Produzione
- Mike Portnoy – produzione
- John Petrucci – produzione
- Paul Northfield – registrazione, missaggio, coproduzione tracce vocali
- Dr. Rick Kwan – assistenza ingegneria del suono, montaggio digitale
- Leon Zervos – mastering

## Classifiche
| Classifica (2009)        | Posizione massima |
| ------------------------ | ----------------- |
| Australia                | 16                |
| Austria                  | 18                |
| Belgio (Fiandre)         | 36                |
| Belgio (Vallonia)        | 34                |
| Canada                   | 5                 |
| Danimarca                | 26                |
| Finlandia                | 1                 |
| Francia                  | 9                 |
| Germania                 | 3                 |
| Italia                   | 5                 |
| Messico                  | 37                |
| Norvegia                 | 7                 |
| Paesi Bassi              | 3                 |
| Portogallo               | 14                |
| Regno Unito              | 23                |
| Spagna                   | 13                |
| Stati Uniti              | 6                 |
| Stati Uniti (hard rock)  | 1                 |
| Stati Uniti (rock)       | 2                 |
| Stati Uniti (tastemaker) | 4                 |
| Svezia                   | 3                 |
| Svizzera                 | 9                 |